# Tossal de Sentúcia
El Tossal de Sentúcia és una muntanya de 1.710 metres que es troba entre els municipis del Pont de Suert i de Vilaller, a la comarca catalana de l'Alta Ribagorça.